# Henricus Antonides Nerdenus

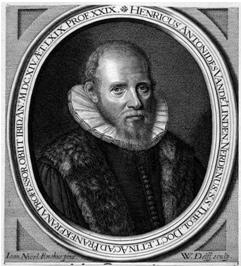
Henricus Antonides Nerdenus, naar een kopergravure van Willem Jacobz Delff.

Henricus Antonides Nerdenus, ook wel Henricus Antonius van der Linden (13 februari 1546, Naarden – 14 maart 1614), was predikant en hoogleraar theologie gedurende de reformatie.
Henricus Antonides bezocht de Latijnse school in Naarden, waar zijn vader leraar was en Lambertus Hortensius rector, en wordt al op jonge leeftijd gewonnen voor de ideeën van de reformatie. In 1565 sloot hij zich aan bij een (geheime) geloofsgemeente en een jaar later zou hij daar voorganger zijn. Naar eigen zeggen zou hij “een van de eerste beeldenstormers” zijn geweest. Om zijn protestantse geloof werd hij opgesloten, maar met de marteldood voor ogen wist hij te vluchten naar Oost-Friesland, waar hij in zich verder bekwaamde in de Bijbelstudie. In die periode, in 1572, kwamen zijn beide ouders en mogelijk andere familieleden om bij het bloedbad van Naarden.
In 1573 werd Henricus predikant, eerst in Dykhuyzen (Oost-friesland) en later in Enkhuizen. In 1585 tot aan zijn dood in 1614 was hij hoogleraar theologie en speelde een belangrijke rol aan de net opgerichte Universiteit van Franeker – op dat moment de tweede universiteit in de noordelijke Nederlanden. Meer praktisch ingesteld, stond met name op de opleiding van predikanten en het bestuur van de universiteit op de eerste plaats. In 1593 kreeg hij een eredoctoraat aan de Leidse Universiteit.
Henricus Antonides gebruikte de Latijnse naam Nerdenus naar zijn geboortestad Naarden. Zijn nazaten namen later de naam van der Linden aan.
In de Martinikerk in Franeker is zijn grafsteen nog te vinden. Henricus trouwde met Ludoviva (Ludovica) Herberts Wijncoop en kreeg vijf zonen, waarvan de bekendste zijn Clemens, predikant te Naarden en Antonius, geneesheer te Amsterdam en vader van Johannes Antonides van der Linden, hoogleraar geneeskunde te Franeker.